# 봉곡서원
봉곡서원은 대한민국 충청남도 논산시 연무읍에 있는 문화재이다. 1992년 10월 29일 논산시의 향토문화유산 제15호로 지정되었다.

## 개요
숙종 37년(1711) 우암 송시열과 오봉 이호민의 발의로 1712년 여산 공촌면 장항리에 서원을 창건하였다. 제향 인물은 이계맹, 이순인, 남명한, 진효극, 남두건 등 5인이다.